# Jorge Vargas (calciatore)
Jorge Francisco Vargas Palacios (Santiago, 8 febbraio 1976) è un allenatore di calcio ed ex calciatore cileno, di ruolo difensore o centrocampista.

## Carriera

### Giocatore

#### Club
Cresciuto nelle file dell'Universidad Católica, nel 1995 si è trasferito in prestito all'Huachipato. Rientrato all'Universidad Católica nel 1996, vi ha militato fino al 2000, salvo una parentesi in prestito al Coquimbo Unido. Nel gennaio si è trasferito in Italia, alla Reggina. Ha debuttato in Serie A il 6 febbraio 2000, in Reggina-Bologna (1-0). Ha militato nel club calabrese per tre stagioni e mezzo, totalizzando 104 presenze e 2 reti. Rimasto svincolato al termine della stagione 2002-2003, nel novembre 2003 è stato ingaggiato dall'Empoli. Il debutto con il club toscano è avvenuto l'11 gennaio 2004, nell'incontro di campionato Empoli-Ancona (2-0). Nell'estate 2004 si è trasferito al Livorno. Il debutto in campionato con il club livornese è avvenuto l'11 settembre 2004, in Milan-Livorno (2-2). Ha militato nelle file del club labronico per due stagioni, totalizzando 61 presenze. Il 26 giugno 2006 è stato ufficializzato il suo trasferimento al Salisburgo, club austriaco allenato dall'italiano Giovanni Trapattoni. Dopo due stagioni in Austria, il 29 luglio 2008 è tornato all'Empoli, con cui ha firmato un contratto fino al termine della stagione. Rimasto svincolato, il 22 novembre 2009 è stato ingaggiato dallo Spezia. Il 19 giugno 2010 ha risolto il proprio contratto. Nel luglio 2010 è stato ingaggiato dal San Luis de Quillota. Il 27 gennaio 2011 è passato al Dep. La Serena, club con cui ha concluso la propria carriera da calciatore nel 2012.

#### Nazionale
Ha debuttato in Nazionale maggiore il 28 aprile 1999, in Bolivia-Cile (1-1). Ha partecipato, con la selezione cilena, alla Copa America 1999 e alla Copa America 2007. È sceso in campo, inoltre, nelle qualificazioni ai Mondiali 2002 e 2006. Ha collezionato in totale, con la maglia della Nazionale, 38 presenze.

### Allenatore
Nella stagione 2016-2017 ha allenato la formazione Berretti della Reggina. Il 7 novembre 2017 è diventato tecnico dell'Aurora Reggio, club militante in Eccellenza Calabria. Nel 2019 è diventato collaboratore tecnico di Roberto Donadoni allo Shenzhen, club cinese. Il 21 marzo 2021 ha assunto la guida tecnica della Vigor Lamezia. Il 29 giugno 2022 ha firmato un contratto annuale con la Pro Patria, squadra militante in Serie C. L'esperienza con il club lombardo si è conclusa con la conquista del dodicesimo posto in campionato. Al termine della stagione non è stato confermato.

## Statistiche

### Presenze e reti nei club
| Stagione                    | Squadra                     | Campionato                  | Campionato | Campionato | Coppe nazionali | Coppe nazionali | Coppe nazionali | Coppe continentali | Coppe continentali | Coppe continentali | Altre coppe | Altre coppe | Altre coppe | Totale | Totale | Totale |
| Stagione                    | Squadra                     | Comp                        | Pres       | Reti       | Comp            | Pres            | Reti            | Comp               | Pres               | Reti               | Comp        | Pres        | Reti        | Pres   | Reti   |        |
| --------------------------- | --------------------------- | --------------------------- | ---------- | ---------- | --------------- | --------------- | --------------- | ------------------ | ------------------ | ------------------ | ----------- | ----------- | ----------- | ------ | ------ | ------ |
| 1995                        | Huachipato                  | PD                          | 11         | 0          | CC              | ?               | ?               | -                  | -                  | -                  | -           | -           | -           | 11+    | 0+     |        |
| 1996                        | Universidad Católica        | PD                          | 5          | 0          | CC              | ?               | ?               | -                  | -                  | -                  | -           | -           | -           | 5+     | 0+     |        |
| 1997                        | Coquimbo Unido              | PD                          | 12         | 3          | CC              | ?               | ?               | -                  | -                  | -                  | -           | -           | -           | 12+    | 3+     |        |
| 1998                        | Universidad Católica        | PD                          | 16         | 1          | CC              | ?               | ?               | CL                 | 1                  | 0                  | -           | -           | -           | 17+    | 1+     |        |
| 1999                        | Universidad Católica        | PD                          | 38         | 1          | CC              | ?               | ?               | CL                 | 8                  | 1                  | CM          | 2           | 0           | 48+    | 2+     |        |
| Totale Universidad Católica | Totale Universidad Católica | Totale Universidad Católica | 54         | 2          |                 | ?               | ?               |                    | 9                  | 1                  |             | 2           | 0           | 65+    | 3+     |        |
| gen.-giu. 2000              | Reggina                     | A                           | 10         | 0          | CI              | 0               | 0               | -                  | -                  | -                  | -           | -           | -           | 10     | 0      |        |
| 2000-2001                   | Reggina                     | A                           | 26+2       | 1+0        | CI              | 1               | 0               | -                  | -                  | -                  | -           | -           | -           | 29     | 1      |        |
| 2001-2002                   | Reggina                     | B                           | 31         | 0          | CI              | 0               | 0               | -                  | -                  | -                  | -           | -           | -           | 31     | 0      |        |
| 2002-2003                   | Reggina                     | A                           | 28+2       | 1+0        | CI              | 4               | 0               | -                  | -                  | -                  | -           | -           | -           | 34     | 1      |        |
| Totale Reggina              | Totale Reggina              | Totale Reggina              | 99         | 2          |                 | 5               | 0               |                    | -                  | -                  |             | -           | -           | 104    | 2      |        |
| nov. 2003-2004              | Empoli                      | A                           | 17         | 0          | CI              | 0               | 0               | -                  | -                  | -                  | -           | -           | -           | 17     | 0      |        |
| 2004-2005                   | Livorno                     | A                           | 24         | 0          | CI              | 3               | 0               | -                  | -                  | -                  | -           | -           | -           | 27     | 0      |        |
| 2005-2006                   | Livorno                     | A                           | 31         | 0          | CI              | 3               | 0               | -                  | -                  | -                  | -           | -           | -           | 34     | 0      |        |
| Totale Livorno              | Totale Livorno              | Totale Livorno              | 55         | 0          |                 | 6               | 0               |                    | -                  | -                  |             | -           | -           | 61     | 0      |        |
| 2006-2007                   | Salisburgo                  | BL                          | 26         | 0          | OFBC            | 1               | 0               | CL+UEFA            | 4+1                | 0+0                | -           | -           | -           | 32     | 0      |        |
| 2007-2008                   | Salisburgo                  | BL                          | 23         | 0          | -               | -               | -               | CL+UEFA            | 1+1                | 0+0                | -           | -           | -           | 25     | 0      |        |
| Totale Salisburgo           | Totale Salisburgo           | Totale Salisburgo           | 49         | 0          |                 | 1               | 0               |                    | 7                  | 0                  |             | -           | -           | 57     | 0      |        |
| 2008-2009                   | Empoli                      | B                           | 21         | 0          | CI              | 2               | 0               | -                  | -                  | -                  | -           | -           | -           | 23     | 0      |        |
| nov. 2009-2010              | Spezia                      | LP2                         | 7          | 1          | CI+CILP         | 0+0             | 0+0             | -                  | -                  | -                  | -           | -           | -           | 7      | 1      |        |
| lug.-dic. 2010              | San Luis                    | PD                          | 13         | 0          | CC              | 1               | 0               | -                  | -                  | -                  | -           | -           | -           | 14     | 0      |        |
| 2011                        | Dep. La Serena              | PD                          | 15+1       | 0+0        | CC              | 3               | 0               | -                  | -                  | -                  | -           | -           | -           | 19     | 0      |        |
| 2012                        | Dep. La Serena              | PD                          | 23         | 1          | CC              | 5               | 0               | -                  | -                  | -                  | -           | -           | -           | 28     | 1      |        |
| Totale La Serena            | Totale La Serena            | Totale La Serena            | 39         | 1          |                 | 8               | 0               |                    | -                  | -                  |             | -           | -           | 47     | 1      |        |
| Totale carriera             | Totale carriera             | Totale carriera             | 382        | 9          |                 | 23+             | 0+              |                    | 16                 | 1                  |             | 2           | 0           | 423+   | 10+    |        |

### Cronologia presenze e reti in nazionale
| Cronologia completa delle presenze e delle reti in nazionale ― Cile | Cronologia completa delle presenze e delle reti in nazionale ― Cile | Cronologia completa delle presenze e delle reti in nazionale ― Cile | Cronologia completa delle presenze e delle reti in nazionale ― Cile | Cronologia completa delle presenze e delle reti in nazionale ― Cile | Cronologia completa delle presenze e delle reti in nazionale ― Cile | Cronologia completa delle presenze e delle reti in nazionale ― Cile | Cronologia completa delle presenze e delle reti in nazionale ― Cile |
| Data                                                                | Città                                                               | In casa                                                             | Risultato                                                           | Ospiti                                                              | Competizione                                                        | Reti                                                                | Note                                                                |
| ------------------------------------------------------------------- | ------------------------------------------------------------------- | ------------------------------------------------------------------- | ------------------------------------------------------------------- | ------------------------------------------------------------------- | ------------------------------------------------------------------- | ------------------------------------------------------------------- | ------------------------------------------------------------------- |
| 28-4-1999                                                           | Cochabamba                                                          | Bolivia                                                             | 1 – 1                                                               | Cile                                                                | Amichevole                                                          | -                                                                   |                                                                     |
| 29-5-1999                                                           | Concepción                                                          | Cile                                                                | 3 – 0                                                               | Costa Rica                                                          | Amichevole                                                          | -                                                                   |                                                                     |
| 22-6-1999                                                           | Santiago del Cile                                                   | Cile                                                                | 0 – 0                                                               | Ecuador                                                             | Amichevole                                                          | -                                                                   |                                                                     |
| 30-6-1999                                                           | Ciudad del Este                                                     | Cile                                                                | 1 – 0                                                               | Messico                                                             | Coppa America 1999 - 1º turno                                       | -                                                                   |                                                                     |
| 3-7-1999                                                            | Ciudad del Este                                                     | Cile                                                                | 3 – 0                                                               | Venezuela                                                           | Coppa America 1999 - 1º turno                                       | -                                                                   | 39’                                                                 |
| 11-7-1999                                                           | Luque                                                               | Cile                                                                | 3 – 2                                                               | Colombia                                                            | Coppa America 1999 - Quarti di finale                               | -                                                                   |                                                                     |
| 13-7-1999                                                           | Asunción                                                            | Uruguay                                                             | 1 – 1 dts (dcr dtr)                                                 | Cile                                                                | Coppa America 1999 - Semifinale                                     | -                                                                   | 5 – 3                                                               |
| 17-7-1999                                                           | Asunción                                                            | Cile                                                                | 1 – 2                                                               | Messico                                                             | Coppa America 1999 - Finale 3º posto                                | -                                                                   | 61’                                                                 |
| 9-2-2000                                                            | Valparaíso                                                          | Cile                                                                | 2 – 1                                                               | Australia                                                           | Amichevole                                                          | -                                                                   |                                                                     |
| 22-3-2000                                                           | Santiago del Cile                                                   | Cile                                                                | 5 – 2                                                               | Honduras                                                            | Amichevole                                                          | -                                                                   | 46’                                                                 |
| 26-4-2000                                                           | Santiago del Cile                                                   | Cile                                                                | 1 – 1                                                               | Perù                                                                | Qual. Mondiali 2002                                                 | -                                                                   | 13’                                                                 |
| 3-6-2000                                                            | Montevideo                                                          | Uruguay                                                             | 2 – 1                                                               | Cile                                                                | Amichevole                                                          | -                                                                   |                                                                     |
| 8-10-2000                                                           | Quito                                                               | Ecuador                                                             | 1 – 0                                                               | Cile                                                                | Qual. Mondiali 2002                                                 | -                                                                   |                                                                     |
| 21-3-2001                                                           | San Pedro Sula                                                      | Honduras                                                            | 3 – 1                                                               | Cile                                                                | Amichevole                                                          | -                                                                   | 68’                                                                 |
| 27-3-2001                                                           | Lima                                                                | Perù                                                                | 3 – 1                                                               | Cile                                                                | Qual. Mondiali 2002                                                 | -                                                                   | 59’                                                                 |
| 2-6-2001                                                            | Asunción                                                            | Paraguay                                                            | 1 – 0                                                               | Cile                                                                | Qual. Mondiali 2002                                                 | -                                                                   | 82’                                                                 |
| 14-8-2001                                                           | Santiago del Cile                                                   | Cile                                                                | 2 – 2                                                               | Bolivia                                                             | Qual. Mondiali 2002                                                 | -                                                                   |                                                                     |
| 1-9-2001                                                            | Santiago del Cile                                                   | Cile                                                                | 2 – 1                                                               | Francia                                                             | Amichevole                                                          | -                                                                   |                                                                     |
| 4-9-2001                                                            | Santiago del Cile                                                   | Cile                                                                | 0 – 2                                                               | Venezuela                                                           | Amichevole                                                          | -                                                                   |                                                                     |
| 7-10-2001                                                           | Curitiba                                                            | Brasile                                                             | 2 – 0                                                               | Cile                                                                | Qual. Mondiali 2002                                                 | -                                                                   |                                                                     |
| 7-11-2001                                                           | Bogotà                                                              | Colombia                                                            | 3 – 1                                                               | Cile                                                                | Qual. Mondiali 2002                                                 | -                                                                   | 64’                                                                 |
| 30-3-2003                                                           | Santiago del Cile                                                   | Cile                                                                | 2 – 0                                                               | Perù                                                                | Amichevole                                                          | -                                                                   | 15’                                                                 |
| 30-4-2003                                                           | Santiago del Cile                                                   | Cile                                                                | 1 – 0                                                               | Costa Rica                                                          | Amichevole                                                          | -                                                                   |                                                                     |
| 18-2-2004                                                           | Carson                                                              | Messico                                                             | 1 – 1                                                               | Cile                                                                | Amichevole                                                          | -                                                                   |                                                                     |
| 30-3-2004                                                           | La Paz                                                              | Bolivia                                                             | 0 – 2                                                               | Cile                                                                | Qual. Mondiali 2006                                                 | -                                                                   |                                                                     |
| 1-6-2004                                                            | San Cristóbal                                                       | Venezuela                                                           | 0 – 1                                                               | Cile                                                                | Qual. Mondiali 2006                                                 | -                                                                   | 34’                                                                 |
| 13-10-2004                                                          | Santiago del Cile                                                   | Cile                                                                | 0 – 0                                                               | Argentina                                                           | Qual. Mondiali 2006                                                 | -                                                                   | 90’                                                                 |
| 24-5-2006                                                           | Dublino                                                             | Irlanda                                                             | 0 – 1                                                               | Cile                                                                | Amichevole                                                          | -                                                                   |                                                                     |
| 30-5-2006                                                           | Vittel                                                              | Costa d'Avorio                                                      | 1 – 1                                                               | Cile                                                                | Amichevole                                                          | -                                                                   | 64’                                                                 |
| 2-6-2006                                                            | Solna                                                               | Svezia                                                              | 1 – 1                                                               | Cile                                                                | Amichevole                                                          | -                                                                   | 45’                                                                 |
| 7-10-2006                                                           | Viña del Mar                                                        | Cile                                                                | 3 – 2                                                               | Perù                                                                | Amichevole                                                          | -                                                                   |                                                                     |
| 11-10-2006                                                          | Tacna                                                               | Perù                                                                | 0 – 1                                                               | Cile                                                                | Amichevole                                                          | -                                                                   |                                                                     |
| 15-11-2006                                                          | Viña del Mar                                                        | Cile                                                                | 3 – 2                                                               | Paraguay                                                            | Amichevole                                                          | -                                                                   |                                                                     |
| 7-2-2007                                                            | Maracaibo                                                           | Venezuela                                                           | 0 – 1                                                               | Cile                                                                | Amichevole                                                          | -                                                                   |                                                                     |
| 24-3-2007                                                           | Göteborg                                                            | Brasile                                                             | 4 – 0                                                               | Cile                                                                | Amichevole                                                          | -                                                                   |                                                                     |
| 5-6-2007                                                            | Kingston                                                            | Giamaica                                                            | 0 – 1                                                               | Cile                                                                | Amichevole                                                          | -                                                                   |                                                                     |
| 28-6-2007                                                           | Puerto Ordaz                                                        | Ecuador                                                             | 2 – 3                                                               | Cile                                                                | Coppa America 2007 - 1º turno                                       | -                                                                   | 11’                                                                 |
| 1-7-2007                                                            | Maturín                                                             | Brasile                                                             | 3 – 0                                                               | Cile                                                                | Coppa America 2007 - 1º turno                                       | -                                                                   | 38’                                                                 |
| Totale                                                              |                                                                     | Presenze                                                            | 38                                                                  |                                                                     | Reti                                                                | 0                                                                   |                                                                     |

| Cronologia completa delle presenze e delle reti in nazionale ― Cile under 20 | Cronologia completa delle presenze e delle reti in nazionale ― Cile under 20 | Cronologia completa delle presenze e delle reti in nazionale ― Cile under 20 | Cronologia completa delle presenze e delle reti in nazionale ― Cile under 20 | Cronologia completa delle presenze e delle reti in nazionale ― Cile under 20 | Cronologia completa delle presenze e delle reti in nazionale ― Cile under 20 | Cronologia completa delle presenze e delle reti in nazionale ― Cile under 20 | Cronologia completa delle presenze e delle reti in nazionale ― Cile under 20 |
| Data                                                                         | Città                                                                        | In casa                                                                      | Risultato                                                                    | Ospiti                                                                       | Competizione                                                                 | Reti                                                                         | Note                                                                         |
| ---------------------------------------------------------------------------- | ---------------------------------------------------------------------------- | ---------------------------------------------------------------------------- | ---------------------------------------------------------------------------- | ---------------------------------------------------------------------------- | ---------------------------------------------------------------------------- | ---------------------------------------------------------------------------- | ---------------------------------------------------------------------------- |
| 14-4-1995                                                                    | Doha                                                                         | Cile under 20                                                                | 2 – 2                                                                        | Giappone under 20                                                            | Mondiali Under-20 1995 - 1º turno                                            | -                                                                            |                                                                              |
| 16-4-1995                                                                    | Doha                                                                         | Burundi under 20                                                             | 1 – 1                                                                        | Cile under 20                                                                | Mondiali Under-20 1995 - 1º turno                                            | -                                                                            |                                                                              |
| 19-4-1995                                                                    | Doha                                                                         | Spagna under 20                                                              | 6 – 3                                                                        | Cile under 20                                                                | Mondiali Under-20 1995 - 1º turno                                            | -                                                                            | 44’                                                                          |
| Totale                                                                       |                                                                              | Presenze                                                                     | 3                                                                            |                                                                              | Reti                                                                         | 0                                                                            |                                                                              |

### Statistiche da allenatore
Statistiche aggiornate al 22 aprile 2023. In grassetto le competizioni vinte.
| Stagione        | Squadra         | Campionato      | Campionato | Campionato | Campionato | Campionato | Coppe nazionali | Coppe nazionali | Coppe nazionali | Coppe nazionali | Coppe nazionali | Coppe continentali | Coppe continentali | Coppe continentali | Coppe continentali | Coppe continentali | Altre coppe | Altre coppe | Altre coppe | Altre coppe | Altre coppe | Totale | Totale | Totale | Totale | % Vittorie | Piazzamento       |
| Stagione        | Squadra         | Comp            | G          | V          | N          | P          | Comp            | G               | V               | N               | P               | Comp               | G                  | V                  | N                  | P                  | Comp        | G           | V           | N           | P           | G      | V      | N      | P      | %          | Piazzamento       |
| --------------- | --------------- | --------------- | ---------- | ---------- | ---------- | ---------- | --------------- | --------------- | --------------- | --------------- | --------------- | ------------------ | ------------------ | ------------------ | ------------------ | ------------------ | ----------- | ----------- | ----------- | ----------- | ----------- | ------ | ------ | ------ | ------ | ---------- | ----------------- |
| nov. 2017-2018  | Aurora Reggio   | Ecc.            | 21         | 2          | 4          | 15         | CI-Ecc.         | -               | -               | -               | -               | -                  | -                  | -                  | -                  | -                  | -           | -           | -           | -           | -           | 21     | 2      | 4      | 15     | &9,52      | Sub., 16º (retr.) |
| mar.-giu. 2021  | Vigor Lamezia   | Ecc.            | 7+2        | 4+1        | 2          | 1+1        | -               | -               | -               | -               | -               | -                  | -                  | -                  | -                  | -                  | -           | -           | -           | -           | -           | 9      | 5      | 2      | 2      | 55,56      | Sub., 3º          |
| 2022-2023       | Pro Patria      | C               | 38         | 13         | 11         | 14         | CI-C            | 2               | 1               | 0               | 1               | -                  | -                  | -                  | -                  | -                  | -           | -           | -           | -           | -           | 40     | 14     | 11     | 15     | 35,00      | 12º               |
| Totale carriera | Totale carriera | Totale carriera | 68         | 20         | 17         | 31         |                 | 2               | 1               | 0               | 1               |                    | -                  | -                  | -                  | -                  |             | -           | -           | -           | -           | 70     | 21     | 17     | 32     | 30,00      |                   |

## Palmarès

### Giocatore

#### Club

##### Competizioni nazionali
- Campionato di calcio cileno: 1

Universidad Catolica: 1997 (Apertura)
- Campionato austriaco: 1

Red Bull Salisburgo: 2006-2007